# Enschede Solidair
Enschede Solidair (ES) was een Nederlandse lokale politieke partij in de gemeente Enschede. Fractievoorzitter was Wim van der Noordt.
Bij de gemeenteraadsverkiezingen van maart 2010 had de fractie één zetel en maakte zij deel uit van de oppositie.
Oprichter en fractievoorzitter Van der Noordt zat eerder voor de PvdA in de Enschedese gemeenteraad. Van der Noordt is geboren en getogen in Twente en 30 jaar lid van de PvdA. Op 16 november 2011 werd Van der Noordt persoonlijk failliet verklaard nadat al eerder drie bedrijven van hem faillissement hadden aangevraagd waaronder zijn praktijk voor Neurofeedback, Van der Noordt Services en zijn rol als ex-franchisenemer van het huis-aan-huisblad Typisch.